# Ministeri de l'Interior de Rússia
El Ministeri de l'Interior de la Federació de Rússia (rus: Министерство внутренних дел Российской Федерации Ministerstvo vnutrennikh del Rossískoi Federatsii), abreujadament MVD Rossii (rus: МВД России), és el Ministeri de l'Interior de Rússia.

## Imperi Rus
L'MVD fou creat per Alexandre I de Rússia en 1802 dintre d'un pla de reformes per substituir les antigues institucions establertes per Pere el Gran. Va ser una de les grans institucions de l'Imperi. Responsable de les forces policials i la supervisió de les subdivisions territorials administratives (gubèrnies). Entre les seues competències inicials també es trobaven les presons, cossos de bombers, empreses estatals, servei de correus, solars i immobles de l'Estat, carreteres, sanitat, clergat, recursos naturals i noblesa.
Moltes d'aquestes van ser transferides a altres ministeris i institucions governamentals a mitjans de la dècada de 1800.

### Policia
Quan el govern central va començar a fer reparticions del camp, es van establir caps de policia (ispravniks) per totes les seccions. Per damunt d'aquests, es trobaven els comissaris (stanovoi pristav). Ambdós grups estaven ben armats, però amb uns poders poc definits. Açò, sumat al fet que molts d'aquests eren analfabets i desconeixien les lleis vigents, es van convertir en una gran força d'opressió.
Cap al final del regnat d'Alexandre II, per preservar l'ordre en els districtes rurals, es va crear un cos de policia rural, anomenats en rus (uryadniks).
Amb l'absència de lleis que protegien els ciutadans de ser arrestats sense proves, habeas corpus, aquests policies podien arrestar qualsevol persona en el moment. Ràpidament, es van convertir en el terror de les zones rurals.
Finalment, en els pobles rurals, es van establir en cadascuna de les cases un "gos guardià" en forma de porter (dvornik) amb la tasca d'informar a la policia de qualsevol incident o presència de persones sospitoses.

### Policia secreta
A part del cos policial, també es va crear la policia secreta, depenent directament del Ministeri de l'Interior. Les funcions d'aquest òrgan van ser la detecció, prevenció i extirpació de signes polítics d'insurrecció. Una de les seues parts més importants fou l'anomenada Tercera Secció (de la Cancelleria Imperial) establerta pel tsar Nicolau I de Rússia en 1826.

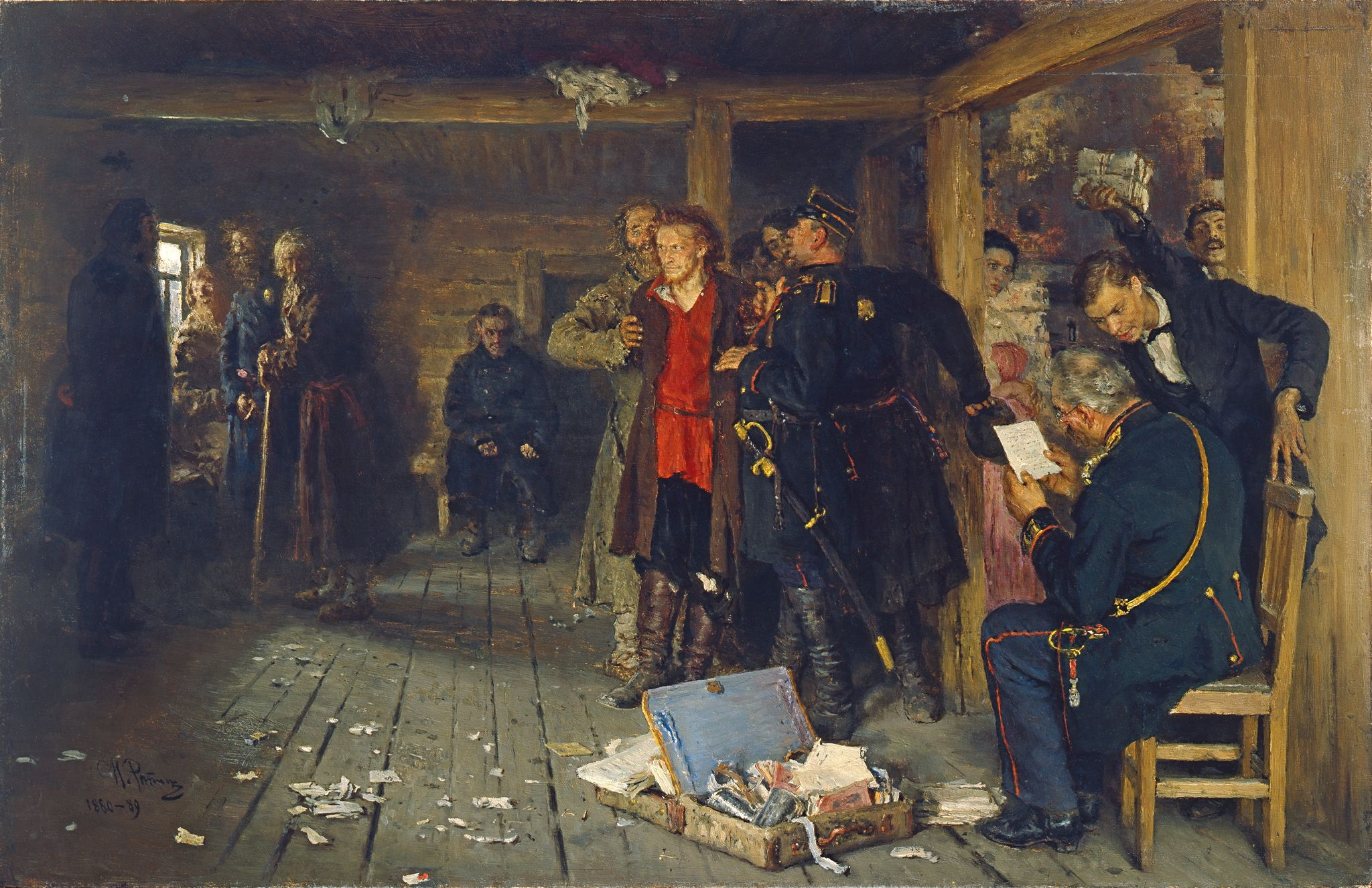
La policia secreta, l'Okhrana, arresta un propagandista. Quadre d'Ilia Repin (1892)

Encara que va ser independent de la policia normal, va ser associada amb el Cos Especial de Gendarmes i el seu cap, posat al capdavant.
L'objectiu d'aquest nou cos fou posar en contacte l'emperador en totes les branques de l'administració i proporcionar-li informació sobre abusos i irregularitats. Per açò, el cap estava en constant tracte personal amb el sobirà.
Després del creixement del moviment revolucionari i l'assassinat del tsar Alexandre II, el Departament de Policia Estatal heretaria les funcions de policia secreta de la difunta Tercera Secció i transferir les del més capaç cos especial de Gendarmes a l'Okhrana. Durant la Primera Guerra Mundial, el departament va crear una secció de contraespionatge.
Un cop ocorreguda la Revolució de Febrer de 1917 el Cos Especial de Gendarmes i la policia secreta (Okhrana) van ser desmantellats per ser considerats antirevolucionaris.

## Època Soviètica
Després de la Revolució d'Octubre de 1917, els bolxevics van acabar amb les forces policials tsaristes i van crear la milícia (militsiya/мили́ция) dels Treballadors i Camperols sota l'NKVD del SFSR rus.
Al març de 1946, tots els comissariats del poble (NK) van ser reanomenats com ministeris (M). L'NKVD va tornar així a la seva denominació inicial de MVD (de l'URSS), igual que la seva filial, el NKGB que passaria a ser la MGB de l'URSS. Les noves repúbliques soviètiques adquirides després de la Segona Guerra Mundial també crearien els seus propis ministeris de l'Interior. El MVD va ser responsable per un temps de la policia secreta, després que Lavrenti Béria la unís amb el MGB al març de 1953. La purga de Beria va fer que un any després tornaren a separar els dos cossos, després d'això, el MVD va retenir les seves funcions de seguretat interna (policia), mentre que el nou KGB va adquirir competències de seguretat estatal (policia secreta).
Nikita Khrusxov, President del Consell de Ministres de l'URSS, en el seu esforç per combatre la burocràcia i mantenir els principis leninistes, va ordenar la dissolució del MVD de la Unió Soviètica. El ministeri va deixar d'existir el gener de 1960 i les seves funcions van ser traspassades als respectius ministeris de les repúbliques soviètiques. El MVD de la RFSS de Rússia canviaria el seu nom a Ministeri d'Assegurament de l'Ordre Públic el 1962.
Leonid Bréjnev va tornar a crear el Ministeri de Seguretat de la Unió Soviètica el juliol de 1966 nomenant més tard ministre Nikolai Sxiolokov. El ministeri de la República Soviètica Russa va ser desmantellat per segona vegada, després de la primera amb la creació de l'NKVD. El MVD va recuperar el seu nom original en 1968.
El paper més polèmic exercit pel nou MVD va ser el de combatre els crims econòmics, és a dir, suprimir el comerç privat prohibit originàriament per la llei socialista. Aquesta lluita mai tindria èxit per les deficiències de l'economia planificada, que provocava escassetat de subministraments i donava així gran marge a l'especulació.
A mitjans dels anys 80, la imatge de la militsiya del poble es va deteriorar en gran manera per la corrupció i el comportament desordenat de tant els allistats com els oficials (el cas més impactant va consistir en el robatori i assassinat d'un operari de la KGB per una banda de milicians destinats al Metro de Moscou en 1983). Es descobriria que molts alts càrrecs del MVD, incloent el mateix ministre, rebien sovint suborns de negocis a l'ombra i criminals.

## Federació Russa i actualitat
El ministeri passaria a ser el MVD de la RSFS de Rússia el 1990, dins el procés de restauració del Consell de Ministres i el Soviet Suprem, i va romandre quan Rússia va proclamar la seva independència de la Unió Soviètica. Actualment controla la militsiya, la policia de trànsit (GAI), i les tropes desplegades en territori nacional. Des de la desaparició de la Policia Fiscal, també investiga els crims econòmics.
Les antigues competències del MVD imperial i l'NKVD, com el servei d'extinció d'incendis i les presons, van ser traspassades recentment al Ministeri de Situacions extraordinàries i el Ministeri de Justícia respectivament. L'última reorganització va abolir les antigues rectories de l'NKVD en favor dels departaments.

### Administració Central
1. Servei Criminal de la Milicia
el Departament d'Investigacions Criminals
  - Oficina Central d'Investigació Criminal

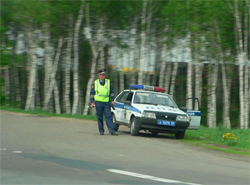
Inspector rus del GAI amb un radar de mà en un control de velocitat

  - Oficina Central de Lluita contra Delictes Econòmics i Tributaris
  - Oficina Central de Lluita contra la Delinqüència Organitzada
  - Oficina de Recerca d'Informació Operacional
  - Oficina de Coordinació del Servei Criminal de la Milicia
2. Servei Públic de Seguretat
The Uniformed Militia
  - Oficina Central de Manteniment de l'Ordre Públic
  - Oficina Central d'Inspeccions de Seguretat de Carreteres de l'Estat
    - la patrulla de carretera o GAI

  - Oficina Central d'Interior per a les Instal·lacions Restringides
  - Oficina Central del Servei Interdepartamental de Guardia de Seguretat
  - Oficina de co-coordinació del Servei de Seguretat Pública
3. Servei Federal de Migració
  - Oficina Central de l'Interior per al Transport i Transports Especials
  - Oficina per Passaports i Visats
  - Oficina de Control de Migracions
  - Treball Exterior del Departament de Migracions
  - Oficina Legal
  - Oficina per a Situacions de Crisi
  - Oficina per a Provisionament de Recursos
  - Oficina d'Economia i Finances
4. Servei Logístic
  - Oficina per al Suport Tècnic i Material
  - Finance and Economy Department
  - Oficina Mèdica
  - Oficina de Comunicació i Automatització
  - Oficina de Construcció de Capital
  - Oficina de co-coordinació del Servei Logístic
  - Oficina de Serveis Generals
5. Divisions Independents
  - Oficina d'Afers-Secretaria
  - Oficina Central de Control i Auditoria
  - Caserna General de Tropes Internes
  - Comissió d'Investigació del MVD
  - Centre de Peritatge Forense
  - Oficina Central d'Investigació i Inspecció
Inspector General del MVD
  - Oficina Central d'Accions Tècniques Especials
Operacions Especials
    - ODON Divisió de Rifles Motoritzada Independent per a Fins Especials
    - OMON Unitat Policial per a Fins Especials (Unitats especials)
    - SOBR/OMSN Unitat Especial de Resposta Ràpida (Unitats d'Elit)

  - Oficina Central d'Investigacions Especials
Secció Especial
  - Oficina Nacional Central per a la Interpol
  - Mobilització de l'Oficina de Formació
  - Centre Principal d'Informació
  - Oficina Principal d'Informació
  - Oficina per a la Cooperació Internacional
  - Oficina d'Informació Regional de Contactes

| Ministre          | Any d'inici | Any de finalització |
| ----------------- | ----------- | ------------------- |
| Víktor Ierin      | 1992        | 1995                |
| Anatoli Kulikov   | 1995        | 1998                |
| Serguei Stepaixin | 1998        | 1999                |
| Vladímir Ruixailo | 1999        | 2001                |
| Borís Grizlov     | 2001        | 2003                |
| Raxid Nurgaliev   | 2004        |                     |

També compta amb un equip d'hoquei sobre gel, l'HC MVD que competeix en la Lliga d'Hoquei Continental (KHL).

## Equipament armamentístic
- AK-47
- AKM
- AK-74
- AK-101
- AK-103
- AK-107
- 9A-91 Carabina
- A-91 Rifle
- Kiparis
- PP-2000 metralladora lleugera
- MP-443 Grach Pistola
- Glock 17 Pistola
- BMP-1 IFV
- BTR-90